# Can't Take Me Home
Can't Take Me Home (español: No Puedo Ir a Casa) es el álbum debut de la cantante de pop Pink, lanzado en 2000. Produjo tres sencillos ("There You Go", "Most Girls" (el cual le dio su primer número 1 en Australia y llegó a la posición número 4 en Estados Unidos) y "You Make Me Sick") y llegó al número 26 de Billboard 200. El sonido del álbum es R&B, dando giro radical en sus posteriores álbumes cambiando a un sonido pop rock. Tiempo después Pink reconocería que durante el tiempo de promoción del álbum se sentía atrapada e incómoda, debido a que en el no se mostraba nada de sus influencias musicales y no era el estilo de música que quería seguir.

## Lista de canciones
1. "Split Personality" (Terence "Tramp-Baby" Abney, Babyface, Alecia Beth Moore) – 4:01
2. "Hell Wit Ya" (Kevin "She'kspere" Briggs, Kandi Burruss, D. Green, Alecia Beth Moore) – 2:58
3. "Most Girls" (Babyface, Damon Thomas) – 4:59
4. "There You Go" (Kevin "She'kspere" Briggs, Kandi Burruss, Alecia Beth Moore) – 3:23
5. "You Make Me Sick" (B. Dimilo, Anthony President, M. Tabb) – 4:08
6. "Let Me Let You Know" (Neal Creque, S. Hall, C. Stewart, Robin Thicke) – 4:45
7. "Love Is Such a Crazy Thing" (Jason Boyd, Daron Jones, Michael Keith, Lamont Maxwell, Quinnes Parker, Marvin Scandrick, Courtney Sills) – 5:14
8. "Private Show" (K. Karlin, A. Martin, I. Matias, C. Schack, L. Schack) – 4:15
9. "Can't Take Me Home" (Steve "Rhythm" Clarke, Moore) – 3:39
10. "Stop Falling" (Will Baker, Alecia Beth Moore, Pete Woodruff) – 5:51
11. "Do What U Do" (J. Hollins, E. Lewis, K. Prather, M. Sinclair) – 3:58
12. "Hiccup" (Harold Frasier, D. Avant, Steve "Rhythm" Clarke, Alecia Beth Moore) – 3:32
13. "Is It Love" (Steve "Rhythm" Clarke, Moore, A. Phillips) – 3:38

## Posicionamiento y certificaciones
| Chart (2000)                          | Posicionamiento |
| ------------------------------------- | --------------- |
| Australia ARIA Albums Chart           | 10              |
| Bélgica Ultratop 50 Albums (Wallonia) | 48              |
| Canadá Albums Chart                   | 20              |
| Dutch Albums Chart                    | 58              |
| Alemania Albums Chart                 | 85              |
| Irlanda Albums Chart                  | 23              |
| Nueva Zelanda Albums Chart            | 12              |
| Reino Unido                           | 13              |
| U.S. Billboard 200                    | 26              |
| U.S. Billboard Top R&B/Hip-Hop Albums | 23              |

### Certificaciones
| País           | Certificador | Certificación | Ventas    |
| -------------- | ------------ | ------------- | --------- |
| Australia      | ARIA         | 2× platino    | 140,000+  |
| Canadá         | CRIA         | 2× Platino    | 200,000+  |
| Reino Unido    | BPI          | Platino       | 500,000+  |
| Estados Unidos | RIAA         | 2× Platino    | 2,600,000 |
| Mundo          | RIAA         | 2x Platino    | 4,000,000 |